# ラスト・スキャンダル〜あるハリウッドスターの禁じられた情事〜
『ラスト・スキャンダル～あるハリウッドスターの禁じられた情事～』（ラスト・スキャンダル あるハリウッドスターのきんじられたじょうじ、The Last of Robin Hood）は2013年のアメリカ合衆国の伝記映画。
監督はリチャード・グラツァーとワッシュ・ウェストモアランド、出演はケヴィン・クラインとダコタ・ファニングなど。
1930年代のハリウッドのアクションスターであるエロール・フリンの最晩年を当時10代だった恋人ビヴァリー・アードランドとの関係を中心に描いている。
2013年9月に開催された第38回トロント国際映画祭で初上映された。日本では劇場公開されず、WOWOWで2017年4月6日に放送された。

## ストーリー
1959年10月、ハリウッドスターのエロール・フリンが50歳で急死する。女性スキャンダルの多かった彼の最後の恋人で当時まだ17歳だった女優ビヴァリー・アードランドにマスコミの注目が集まり、財産目当ての魔性の少女としてバッシングされる。一方、ビヴァリーの母親であるフローレンスは、ある作家から暴露本の出版を勧められ、2年前のビヴァリーとフリンの出会いからフリンの死までを赤裸々に語り出す。

## キャスト
- エロール・フリン: ケヴィン・クライン - ハリウッドの人気スター。
- ビヴァリー・アードランド: ダコタ・ファニング - 子役出身の若手女優。
- フローレンス・アードランド: スーザン・サランドン - ビヴァリーの母親。元ダンサー。
- ハーブ・アードランド: パトリック・セント・エスプリト（英語版） - ビヴァリーの父親。
- ロニー・シェドロ: マット・ケイン（英語版） - フリンの運転手。
- スタンリー・キューブリック: マックス・カセラ - 映画監督。
- オリー＝ケリー（英語版）: ブライアン・バット（英語版） - 衣裳デザイナー。フリンの友人。
- メルヴィン・ベリ（英語版）: リック・ライツ - フリンの弁護士。
- ヘッダ・ホッパー: ジャッキー・プルーハ - ゴシップ・コラムニスト。
- バリー・メイホン（英語版）: ピーター・ベルシート - ビヴァリー主演映画『Cuban Rebel Girls』の監督。
- ジョン・アイアランド: ジョー・クネジェヴィッチ - 映画俳優。

## 作品の評価
Rotten Tomatoesによれば、批評家の一致した見解は「ケヴィン・クラインの演技は正鵠を射ているが、他のすべての点で、『ラスト・スキャンダル〜あるハリウッドスターの禁じられた情事〜』は期待を裏切っている。」であり、66件の評論のうち高評価は27%にあたる18件で、平均点は10点満点中4.90点となっている。
Metacriticによれば、22件の評論のうち、高評価は3件、賛否混在は13件、低評価は6件で、平均点は100点満点中46点となっている。